# Jiang Kanghu
 (mai 2021).
La mise en forme du texte ne suit pas les recommandations de Wikipédia : il faut le « wikifier ».
Les points d'amélioration suivants sont les cas les plus fréquents. Le détail des points à revoir est peut-être précisé sur la page de discussion.
- Les titres sont pré-formatés par le logiciel. Ils ne sont ni en capitales, ni en gras.
- Le texte ne doit pas être écrit en capitales (les noms de famille non plus), ni en gras, ni en italique, ni en « petit »…
- Le gras n'est utilisé que pour surligner le titre de l'article dans l'introduction, une seule fois.
- L'italique est rarement utilisé : mots en langue étrangère, titres d'œuvres, noms de bateaux, etc.
- Les citations ne sont pas en italique mais en corps de texte normal. Elles sont entourées par des guillemets français : « et ».
- Les listes à puces sont à éviter, des paragraphes rédigés étant largement préférés. Les tableaux sont à réserver à la présentation de données structurées (résultats, etc.).
- Les appels de note de bas de page (petits chiffres en exposant, introduits par l'outil «  Source ») sont à placer entre la fin de phrase et le point final[comme ça].
- Les liens internes (vers d'autres articles de Wikipédia) sont à choisir avec parcimonie. Créez des liens vers des articles approfondissant le sujet. Les termes génériques sans rapport avec le sujet sont à éviter, ainsi que les répétitions de liens vers un même terme.
- Les liens externes sont à placer uniquement dans une section « Liens externes », à la fin de l'article. Ces liens sont à choisir avec parcimonie suivant les règles définies. Si un lien sert de source à l'article, son insertion dans le texte est à faire par les notes de bas de page.
- La présentation des références doit suivre les conventions bibliographiques. Il est recommandé d'utiliser les modèles {{Ouvrage}}, {{Chapitre}}, {{Article}}, {{Lien web}} et/ou {{Bibliographie}}. Le mode d'édition visuel peut mettre en forme automatiquement les références.
- Insérer une infobox (cadre d'informations à droite) n'est pas obligatoire pour parachever la mise en page.

Pour une aide détaillée, merci de consulter Aide:Wikification.
Si vous pensez que ces points ont été résolus, vous pouvez retirer ce bandeau et améliorer la mise en forme d'un autre article.
Jiang Kanghu ((nom chinois: 江亢虎, pinying: Jiāng Kànghǔ;Hepburn : Kō Kōko), connu en anglais sous le nom de Kiang Kang-hu (18 juillet 1883 - 7 décembre 1954), était un homme politique et militant de la République de Chine. Son prénom de naissance était "Shaoquan" (紹銓) et il a également écrit sous le pseudonyme de "Hsü An-ch'eng" (許安誠).
D'abord attiré par l'anarchisme, il organise le Parti socialiste chinois, le premier parti anarchiste-socialiste chinois, qui existe de 1911 à 1913. Ses opinions politiques prennent cela dit graduellement un tournant plus conservateur au fil de sa carrière politique. Il fonde la Southern University à Shanghai, enseigne à l' Université de Californie à Berkeley et devient directeur du département d'études chinoises de l'Université McGill. Pendant la deuxième guerre sino-japonaise, il rejoint le gouvernement national réorganisé de Chine parrainé par le Japon. Il est arrêté après la guerre et meurt dans une prison de Shanghai en 1954.

## Biographie

### Jeunesse

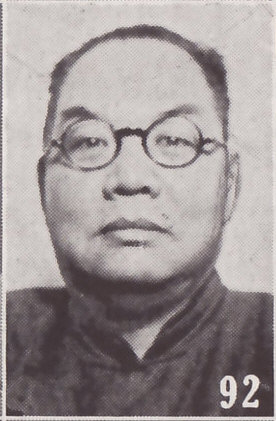
Jiang Kanghu tel que représenté dans les biographies les plus récentes de personnalités chinoises importantes

Jiang Kanghu est né à Yiyang, dans la province chinoise du Jiangxi. Jiang, capable de lire le japonais, l'anglais, le français et l'allemand, développe une passion pour le socialisme et l'anarchisme, tout en étudiant et en voyageant en Europe et au Japon. En 1909, il assiste au congrès de la IIe Internationale à Bruxelles . À son retour en Chine, il devient conseiller pédagogique auprès de Yuan Shikai.

### Premières activités politiques et littéraires
Brièvement professeur à l'Université de Pékin, il est évincé en raison de son radicalisme idéologique. En août 1911. Peu de temps après, Jiang Kanghu crée l'Association pour le socialisme et en novembre la rebaptise Parti socialiste de Chine. L'année suivante, il opère un tournant réformiste, menant Sha Gan (沙淦) et de nombreux anarchistes à quitter le parti. À l'automne 1913, le Parti socialiste chinois est dissous sur ordre de Yuan Shikai. Jiang se rend aux États-Unis. Il devient instructeur à l'Université de Californie à Berkeley, où il présente une collection de 10 000 livres chinois à l'Université.
Alors qu'il enseigne à Berkeley, Jiang se rapproche d'un autre membre du corps professoral, Witter Bynner. Les deux nouent une amitié durable basée sur leur amour de la poésie. Plus tard, Bynner se souviendra de lui comme un «savant doux» et un «homme de principe et d'action courageuse». Les citations désinvoltes de Jiang de la littérature et de la poésie chinoises les conduisent à collaborer sur une traduction de l'anthologie canonique, Three Hundred Tang Poems. Jiang fournit des traductions littérales, tandis que Bynner écrit des poèmes en anglais. Ils parviennent à atteindre un équilibre entre fidélité au texte et qualité littéraire. Le volume a été publié sous le titre The Jade Mountain (New York: Knopf, 1928), toujours réédité. Il retourne en Chine en 1920.
Tout au long de sa vie, Jiang  continue à promouvoir ses points de vue à travers son réseau de connaissances, à travers son travail académique et à travers ses écrits. Alors qu'il s'éloigne de l'anarchisme, il mène un grand débat public avec des intellectuels anarchistes tels que Liu Shifu, qui permet de clarifier leurs points de divergence. Après s'être éloigné des anarchistes chinois, ceux-ci accusent Jiang d'être «désespérément confus». Ses positions ont grandement influencé certains de ses contemporains, qui deviennent par la suite d'importantes figures politiques en Chine. Parmi ceux-ci, Mao Zedong, reconnu plus tard l'influence des écrits de Jang sur le développement de ses propres idéaux politiques, sociaux et économiques alors qu'il était étudiant.

### Carrière académique
Par ses prises de positions, Jiang s'est qualifié lui-même de "socialiste confucéen". Jiang tente de fournir une légitimité traditionnelle à la politique de nationalisation de l'agriculture : il soutient l'existence d'une utopie socialiste agraire dans l'antiquité, construite autour du système du puits-champ, disparu après l'abolition de la propriété publique de la terre par la dynastie Qin. Jiang rapproche cette abolition des pratiques foncières contemporaines. Il prône l'abolition de la propriété privée, un modèle d'industrialisation rapide dirigé par l'État, ainsi qu'une autonomie locale renforcée, la mise en place d'une scolarité publique universelle et la promotion des droits des femmes.
En avril 1921, Jiang visite l'Union soviétique. Il participe au troisième congrès mondial du Komintern à Moscou et y rencontre Lénine . De retour en Chine, il critique le Komintern et s'oppose ouvertement à la fois au Kuomintang et au Parti communiste chinois.
En 1922, Jiang visite trois fois Taiyuan, dans la province du Shanxi, avec l'intention de convaincre le chef de guerre local, Yan Xishan, de la nécessité de mener des réformes politiques, sociales et économiques dans la région. Bien qu'il échoue finalement à le convaincre d'appliquer ses propositions, les idées de Jiang laissent impression durable sur Yan. Au cours des deux décennies suivantes, Yan adopte des idées et des méthodes très similaires à celles proposées par Jiang. Yan aurait, influencé par Jiang, développé une aversion pour l'économie monétaire, glorifié le système villageois, mis en avant l'idée que l'État doit prendre en charge les responsabilités précédemment détenues par la famille ainsi que la conviction que la pratique (c'est-à-dire le travail manuel) est une composante indissociable de l'apprentissage. Les idéaux de Jiang aurait mené Yan à développer une haine des «parasites» (principalement les propriétaires fonciers et les préteurs d'argent).
En juin 1924, Jiang rétablit le Parti socialiste chinois et en janvier 1925 le rebaptise le Nouveau Parti social-démocrate de Chine. Durant l'expédition du Nord, Jiang coopère étroitement avec le général Wu Peifu, qui combat contre l'armée nationale révolutionnaire de Tchang Kaï-chek. Après la défaite de Wu Peifu à Chiang Kai-shek, Jiang est publiquement critiqué par le Kuomintang. Jiang finit par dissoudre son parti et par en exil au Canada.
Jiang devient le premier sinologue du Canada, lorsque l'Université McGill le nomme professeur d'études chinoises entre 1930 et 1933. Durant son séjour à McGill, Jiang acquiert une notoriété internationale en attaquant The Good Earth de Pearl Buck dans les pages de L'étudiant chrétien chinois. Jiang y écrit que, bien que les paysans, coolies et autres catégories défavorisées de la population constituaient la grande majorité de la population chinoise, ils n'étaient "certainement pas représentatifs du peuple chinois". En 1933, Jiang retourne en Chine et se consacre à la promotion du socialisme et de la culture traditionnelle chinoise. En 1935, Jiang se rend de nouveau à Taiyuan, après l'annonce par Yan Xishan de son intention de mettre en œuvre un système de réforme agraire dans le Shanxi. Jiang écrit alors un article faisant l'éloge de Yan, qualifiant le chef de guerre de "socialiste pratique plutôt que théorique".

## Collaboration avec Wang Jingwei
Après le déclenchement de la deuxième guerre sino-japonaise, Jiang fuit en exil à Hong Kong . En 1939, il est invité par Wang Jingwei à occuper un poste au sein du gouvernement national réorganisé de Chine basé à Nanjing . Jiang accepte l'offre et se rend à Shanghai, où il écrit «La déclaration de Shuangshijie sur cette situation» (雙十節對時局宣言), affirmant son soutien à l'établissement d'un nouvel ordre de l'Asie de l'Est . Jiang est nommé chef de du Yuan des Examens en mars 1942.
Après la capitulation du Japon et l'effondrement du gouvernement collaborateur de Nanjing, Jiang Kanghu est capturé par le gouvernement nationaliste de Tchang Kaï-chek. Il est accusé d'être un traître . En raison de la guerre civile chinoise qui se déclenche dès 1946, il n'est pas jugé. Après l'établissement de la République populaire de Chine, il reste emprisoné à Shanghai dans la prison de Tilanqiao. Jiang Kanghu finit par mourir de malnutrition et de tuberculose le 7 décembre 1954 en prison.